# Daisy Campbell
Daisy Campbell foi uma atriz de cinema britânica durante a era silenciosa.

## Filmografia selecionada
- Demos (1921)
- A Woman of No Importance (1921)
- The White Shadow (1923)
- Out to Win (1923)
- Hurricane Hutch in Many Adventures (1924)
- The Wonderful Wooing (1925)
- The Woman Who Did (1925)
- Irish Destiny (1926)
- London (1926)
- Poppies of Flanders (1927)
- Second to None (1927)
- A Daughter in Revolt (1928)
- High Seas (1929)
- The Informer (1929)
- After the Verdict (1929)